# Pareuptychia hesione
Pareuptychia hesione is een vlinder uit de onderfamilie Satyrinae van de familie Nymphalidae. De wetenschappelijke naam van de soort is voor het eerst geldig gepubliceerd in 1776 door Johann Heinrich Sulzer.